# Cessna 185 Skywagon
Cessna 185 Skywagon är ett högvingat, enmotorigt flygplan från Cessna i helmetallkonstruktion med plats för sex personer inklusive pilot. Skywagon är försedd med ett landställ av typen sporrställ och producerades mellan 1961 och 1985. Typen är mycket populär som sjöflygplan, då försett med flottörer.

## Varianter
- 185 Skywagon – Allmänflygplan med sex säten.
- A185 Skywagon – Besprutningsflygplan med AgCarryall
- U-17 Skywagon – Militär version